# Everett Chambers
Everett Chambers (né le 19 août 1926 à La Crescenta-Montrose, Californie aux États-Unis) est un producteur de télévision américain.
Essentiellement producteur de télévision, en particulier de plusieurs épisodes de la série télévisée Columbo, il s'essaye à la réalisation de deux longs métrages, Run Across the River (1961) et The Lollipop Cover (1965). Il rencontre John Cassavetes pour lequel il joue un rôle dans La Ballade des sans-espoir (Too Late Blues) en 1961, et produit deux épisodes du Lloyd Bridges Shows (A Pair of Boots et My Daddy Can Lick Your Daddy), une série télévisée qui a pour star l'acteur Lloyd Bridges.

## Filmographie
- 1959 : Johnny Staccato : Tentation (Tempted) (TV)
- 1960 : Tess of the Storm Country
- 1961 : Run Across the River
- 1962 : A Pair of Boots (TV)
- 1962 : My Daddy Can Lick Your Daddy (TV)
- 1964 : Calhoun: County Agent (TV)
- 1965 : The Lollipop Cover
- 1970 : Night Slaves (TV)
- 1971 : Columbo : Poids mort (Dead Weight) (TV)
- 1971 : Columbo : Lady in Waiting (Lady in Waiting) (TV)
- 1972 : Columbo : Accident (Short Fuse) (TV)
- 1972 : Moon of the Wolf (TV)
- 1973 : Trouble Comes to Town (TV)
- 1973 : The Great American Beauty Contest (TV)
- 1973 : The Girl Most Likely to... (en) (TV)
- 1974 : Can Ellen Be Saved? (TV)
- 1974 : Columbo : Réaction négative (Negative Reaction) (TV)
- 1974 : Columbo : Entre le crépuscule et l'aube (By Dawn´s Early Light) (TV)
- 1975 : Columbo : Eaux troubles (Troubled Waters) (TV)
- 1975 : Columbo : Play Back (Playback) (TV)
- 1975 : Columbo : État d'esprit (A Deadly State of Mind) (TV)
- 1975 : They Only Come Out at Night (TV)
- 1975 : Columbo : La Femme oubliée (Forgotten Lady)(TV)
- 1975 : Columbo : Immunité diplomatique (A Case of Immunity) (TV)
- 1975 : Columbo : Jeu d'identité (Identity Crisis) (TV)
- 1976 : Columbo : Question d'honneur (A Matter of Honor) (TV)
- 1976 : Columbo : Tout n'est qu'illusion (Now You See Him…) (TV)
- 1976 : Columbo : La Montre témoin (Last Salute to the Commodore) (TV)
- 1976 : Twin Detectives (TV)
- 1976 : Street Killing (TV)
- 1976 : Columbo : Deux en un (Fade in to Murder) (TV)
- 1976 : Columbo : Meurtre à l'ancienne (Old Fashioned Murder) (TV)
- 1979 : Nero Wolfe (TV)
- 1980 : Turnover Smith (TV)
- 1983 : Will There Really Be a Morning? (TV)
- 1984 : A Matter of Sex (TV)
- 1986 : Les Reines de la nuit (Beverly Hills Madam), d'Harvey Hart (téléfilm)
- 1986 : Beverly Hills Madam (TV)
- 1990 : A Girl to Kill For